# Caja Rural-Seguros RGA/2024
Deze pagina geeft een overzicht van de Caja Rural-Seguros RGA-wielerploeg in 2024.

## Algemene gegevens
Teammanager: Juan Manuel Hernandez Esquisabel
Ploegleiders: Aritz Bagües, Jose Miguel Fernandez Reviejo, Rubén Martínez, Genaro Prego
Fietsmerk: MMR
Kleding: Gsport

## Renners
| Naam                     | Geboortedatum | Nationaliteit       | Ploeg 2023          |
| ------------------------ | ------------- | ------------------- | ------------------- |
| Julen Arriola-Bengoa     | 16-02-2001    | Spanje              | Caja Rural-Alea     |
| Orluis Aular             | 05-11-1996    | Venezuela           |                     |
| Daniel Babor             | 22-10-1999    | Tsjechië            |                     |
| Abel Balderstone         | 07-07-2000    | Spanje              |                     |
| Fernando Barceló         | 06-01-1996    | Spanje              |                     |
| Tomáš Bárta              | 28-04-1999    | Tsjechië            |                     |
| Sebastian Berwick        | 15-12-1999    | Australië           | Israel-Premier Tech |
| Jefferson Alveiro Cepeda | 02-03-1996    | Ecuador             |                     |
| Josu Etxeberria          | 09-09-2000    | Spanje              |                     |
| Samuel Fernández         | 11-07-2003    | Spanje              | Caja Rural-Alea     |
| David González           | 21-02-1996    | Spanje              |                     |
| Jaume Guardeño           | 20-02-2003    | Spanje              | Caja Rural-Alea     |
| Mulu Kinfe Hailemichael  | 12-06-1999    | Ethiopië            |                     |
| Calum Johnston           | 01-11-1998    | Verenigd Koninkrijk |                     |
| Iúri Leitão              | 03-07-1998    | Portugal            |                     |
| Joseba López             | 05-03-2000    | Spanje              |                     |
| Jokin Murguialday        | 19-03-2000    | Spanje              |                     |
| Joel Nicolau             | 23-12-1997    | Spanje              |                     |
| Eduard Prades            | 09-08-1987    | Spanje              |                     |
| Michal Schlegel          | 31-05-1995    | Tsjechië            |                     |
| Guillermo Thomas Silva   | 30-12-2001    | Uruguay             | Caja Rural-Alea     |
| Gorka Sorarrain          | 21-05-1996    | Spanje              |                     |

### Stagiairs
Per 1 augustus 2024
| Naam          | Geboortedatum | Nationaliteit | Vorige ploeg    |
| ------------- | ------------- | ------------- | --------------- |
| Alex Diaz     | 28-07-2001    | Spanje        | Caja Rural-Alea |
| Javier Ibañez | 29-11-2001    | Spanje        | Caja Rural-Alea |

### Vertrokken
| Naam                | Geboortedatum | Nationaliteit | Ploeg 2024                             |
| ------------------- | ------------- | ------------- | -------------------------------------- |
| Julen Amezqueta     | 12-08-1993    | Spanje        | Illes Balears Arabay Cycling           |
| Jon Barrenetxea     | 20-04-2000    | Spanje        | Movistar Team                          |
| Jhojan García       | 10-01-1998    | Colombia      | Colombia Potencia de la Vida-Strongman |
| Sergio Roman Martín | 13-12-1996    | Spanje        | Gestopt                                |
| Yesid Albeiro Pira  | 28-06-1999    | Colombia      | ?                                      |

## Overwinningen
| Nationale kampioenschappen wielrennen Ethiopië - tijdrit: Mulu Hailemichael Venezuela - tijdrit: Orluis Aular Clássica da Arrábida Joseba López Ronde van Alentejo 1e etappe: Thomas Silva 3e etappe: Daniel Babor 4e etappe: Eduard Prades 5e etappe: Iúri Leitão Eindklassement: Eduard Prades Puntenklassement: Iúri Leitão Ronde van Cova da Beira 2e etappe: Iúri Leitão Ronde van Griekenland 1e etappe(a) (ITT): Iúri Leitão | Trofeo Joaquim Agostinho 1e etappe: David González 2e etappe: Orluis Aular Eindklassement: Orluis Aular Ronde van het Qinghaimeer Eindklassement: Jefferson Cepeda Ploegenklassement: *1) Clásica Terres de l'Ebre Abel Balderstone Ronde van Portugal Jongerenklassement: Jaume Guardeño Ronde van de Limousin-Périgord-Nouvelle Aquitaine 1e etappe: Orluis Aular 3e etappe: Jefferson Cepeda Ploegenklassement: *2) | Ronde van Duitsland Ploegenklassement: *3) Trofeo Matteotti Orluis Aular |

* 1) Ploeg Ronde van het Qinghaimeer: Arriola-Bengoa Cepeda, Fernández, Guardeño, Murguialday, Silva, Sorarrain
*2) Ploeg Ronde van de Limousin-Périgord-Nouvelle Aquitaine: Aular, Cepeda, González, López, Prades, Silva, Sorarrain
*3) Ploeg Ronde van Duitsland: Leitão, Aular, Balderstone, Barceló, Cepeda, Nicolau
Bingoal WB · Burgos-BH · Caja Rural-Seguros RGA · Equipo Kern Pharma · Euskaltel-Euskadi · Israel-Premier Tech · Lotto Dstny · Polti Kometa · Q36.5 Pro Cycling Team · TDT-Unibet Cycling Team · Team Corratec-Vini Fantini · Team Flanders-Baloise · Team Novo Nordisk · TotalEnergies · Tudor Pro Cycling Team · Uno-X Mobility · VF Group-Bardiani CSF-Faizanè
2010 · 2011 · 2012 · 2013 · 2014 · 2015 · 2016· 2017· 2018· 2019 · 2020· 2021· 2022 · 2023 · 2024 · 2025